# Patrik Lauer

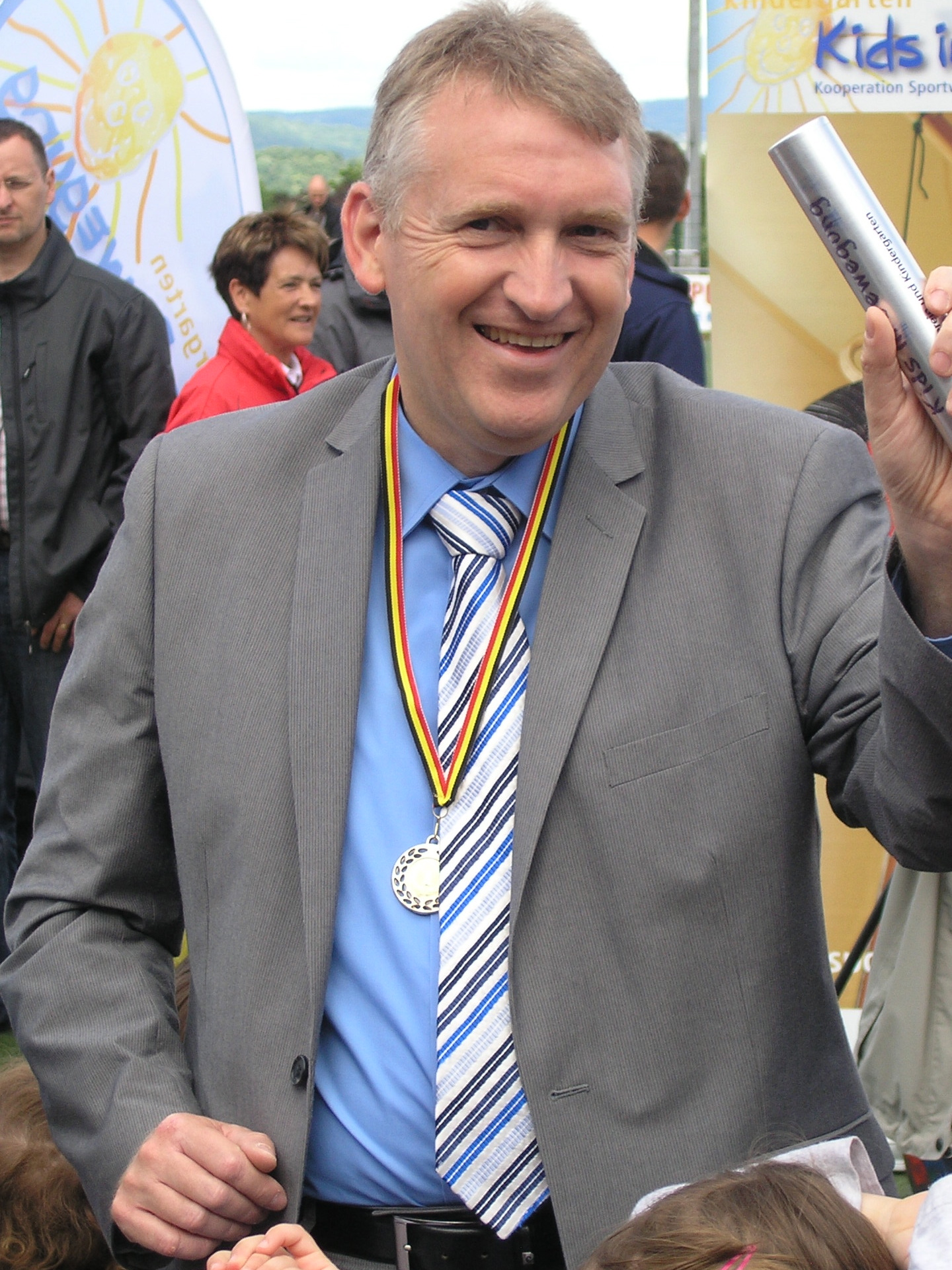
Patrik Lauer (2013)

Patrik Lauer (* 9. Januar 1964) ist ein deutscher Politiker (SPD) und seit 2012 Landrat des Landkreises Saarlouis.

## Leben
Lauer besuchte die Grundschule Nalbach, sowie das Gymnasium am Stadtgarten in Saarlouis. Nach Beendigung der Schule studierte er Rechtswissenschaften. 1992 wurde er Richter am Landgericht Kaiserslautern. Von 1993 bis 2003 war er Richter am Verwaltungsgericht des Saarlandes in Saarlouis.
Lauer, der seit 1983 Mitglied der SPD ist, war seit 2003 Bürgermeister der Gemeinde Nalbach. 2010 erfolgte seine Wiederwahl. Am 22. Januar 2012 wurde er zum Landrat des Landkreises Saarlouis gewählt und trat sein neues Amt am 15. März 2012 an. Die Wahl war nötig geworden, nachdem Lauers Amtsvorgängerin Monika Bachmann (CDU) im August 2011 Ministerin für Arbeit, Familie, Soziales, Prävention und Sport im Kabinett Kramp-Karrenbauer I wurde. Lauers Nachfolger als Nalbacher Bürgermeister wurde Peter Lehnert. Bei der Kommunalwahl am 26. Mai 2019 wurde Lauer mit 61,05 Prozent der Stimmen im Amt bestätigt.
Lauer ist Vater zweier Kinder, eines Sohnes und einer Tochter.